# Cristina Ferreira
Cristina María Jorge Ferreira (Torres Vedras, 9 de septiembre de 1977) es una presentadora de televisión portuguesa.

## Carrera
Se licenció en historia y ejerció de profesora de Secundaria durante dos años. Además estudió Ciencias de la Comunicación y televisión. Sus primeros trabajos en televisión fueron en el reality show Big Brother y en el programa informativo Diário da Manhã. Desde 2004 presenta, junto con Manuel Luís Goucha el talk show matinal Você na TV! en la cadena TVI. Desde 2012, y también junto a Manuel Luís, presenta la versión portuguesa de Tu cara me suena, A tua cara não me é estranha, entre otros programas. Además, dirige una revista mensual titulada con su nombre, Cristina.

## Televisión
| Año             | Canal | Programa                          | Notas                                 |
| --------------- | ----- | --------------------------------- | ------------------------------------- |
| 2002            | TVI   | Olá Portugal                      | Reportera                             |
| 2003            | TVI   | Big Brother Extra                 | Presentadora                          |
| 2003            | TVI   | Diário da Manhã                   | Reportera                             |
| 2004 - presente | TVI   | Você na TV!                       | Presentadora (con Manuel Luís Goucha) |
| 2011            | TVI   | Uma Canção para Ti (4ª edición)   | Presentadora (con Manuel Luís Goucha) |
| 2011 - presente | TVI   | Somos Portugal                    | Presentadora                          |
| 2012 - presente | TVI   | A Tua Cara não Me É Estranha      | Presentadora (con Manuel Luís Goucha) |
| 2013 - 2015     | TVI   | Dança com as Estrelas             | Presentadora                          |
| 2014            | TVI   | A Tua Cara não Me É Estranha Kids | Presentadora (con Manuel Luís Goucha) |
| 2015            | TVI   | Cristina                          | Presentadora                          |
| 2015 - 2016     | TVI   | Juntos, Fazemos a Festa           | Presentadora                          |

## Publicaciones
- Deliciosa Cristina, Objectiva, libro de recetas (2013).
- Cristina, revista mensual con una primera tirada de 100 mil ejemplares.[2]